# إيف سان لوران
إيف سان لوران (بالفرنسية: Yves Saint Laurent) ‏(1 أغسطس 1936 - 1 يونيو 2008)، كان مصمم أزياء فرنسي ولد في مدينة وهران الجزائرية. التحق بدار كريستيان ديور في باريس عام 1954 بعد فوزه بمسابقة للتصميم عندما كان عمره 18 عاما، وبعد 3 سنوات فقط عُيِّن رئيسا لدار الأزياء بعد وفاة صاحبه ديور.
يعتبر من أشهر مصممي الأزياء في القرن الماضي. افتتح دار أزياء خاصة به عام 1962، وبعد 40 عام من تصميم الأزياء أعلن اعتزاله عام 2002 بسبب ظروفه الصحية، وتوفي في 1 يونيو عام 2008 في باريس بفرنسا.

## مسيرته
ظهرت موهبة لوران بالتصميم منذ الطفولة حيث كان يُصمم الدمى الورقية. وكانت البداية الحقيقية له في عالم التصميم سنة 1953 حيث شارك بمسابقة للتصميم وفاز بها وانتقل لباريس لاستلام الجائزة، وتعرف هناك على رئيس تحرير مجلة فوغ الذي عرفه على المصمم العالمي كريستيان ديور. ليتحول من هاوٍ للتصميم إلى مصمم مبتدئ. قضى بداياته المهنية في شركة ديور بمهام صغيرة مثل تصميم الاكسسوارات والاستوديوهات.
أصبح لوران المصمم الأول في ديور سنة 1957 وكان يبلغ من العمر 21 عاماً فقط، وحقق نجاحاً كبيراً بمجموعة أزياء ربيع سنة 1958. تعرضت مجموعته الثانية للفشل، ثم فُصل من ديور سنة 1960 لالتحاقه بالجيش الفرنسي، وتغيبه عن عمله وذلك في ثورة التحرير الجزائرية، التي أصيب خلالها وأدخل المستشفى. في عام 1960 رفع لوران دعوىً قضائية على ديور، لخرق العقد المبرم بينه وبين الدار، وفاز بها. وفي عام 1962 أسس دار أزياء خاصة به مع شريكه بيير بيرج، وممولاً من المليونير الأمريكي جيه ماك روبنسون، سميت الدار بـإيف سان لوران وأصبح من أهم بيوت الأزياء في باريس والعالم.

## روابط خارجية
- إيف سان لوران على موقع IMDb (الإنجليزية)
- إيف سان لوران على موقع الموسوعة البريطانية (الإنجليزية)
- إيف سان لوران على موقع مونزينجر (الألمانية)
- إيف سان لوران على موقع ألو سيني (الفرنسية)
- إيف سان لوران على موقع ميوزك برينز (الإنجليزية)
- إيف سان لوران على موقع أول موفي (الإنجليزية)
- إيف سان لوران على موقع قاعدة بيانات برودواي على الإنترنت (الإنجليزية)
- إيف سان لوران على موقع قاعدة بيانات الأفلام السويدية (السويدية)
- إيف سان لوران على موقع إن إن دي بي (الإنجليزية)
- إيف سان لوران على موقع ديسكوغز (الإنجليزية)